# コーエン・ヴァン・ヴェルセン
コーエン・ヴァン・ヴェルセン（1952年-　）は、オランダの建築家。インテリアデザイナー。都市計画家。1977年に建築設計事務所を設立し現在に至る。ヒルフェアスム生まれ。

## 受賞歴
- アムステルダム市マルト・スタム賞
- リートフェルト賞(ユトレヒト大学美術館)

## おもな作品
- アムステルダム映画及びテレヴィジョン・アカデミー
- ユトレヒト大学美術館
- ロッテルダム・シネマ・コンプレックス
- テアヌーゼン市役所庁舎及び敷地ランドスケープ